# Léon Geoffray
Léon Geoffray (1 de octubre de 1852-25 de diciembre de 1927) fue un diplomático francés, embajador en España.

## Biografía

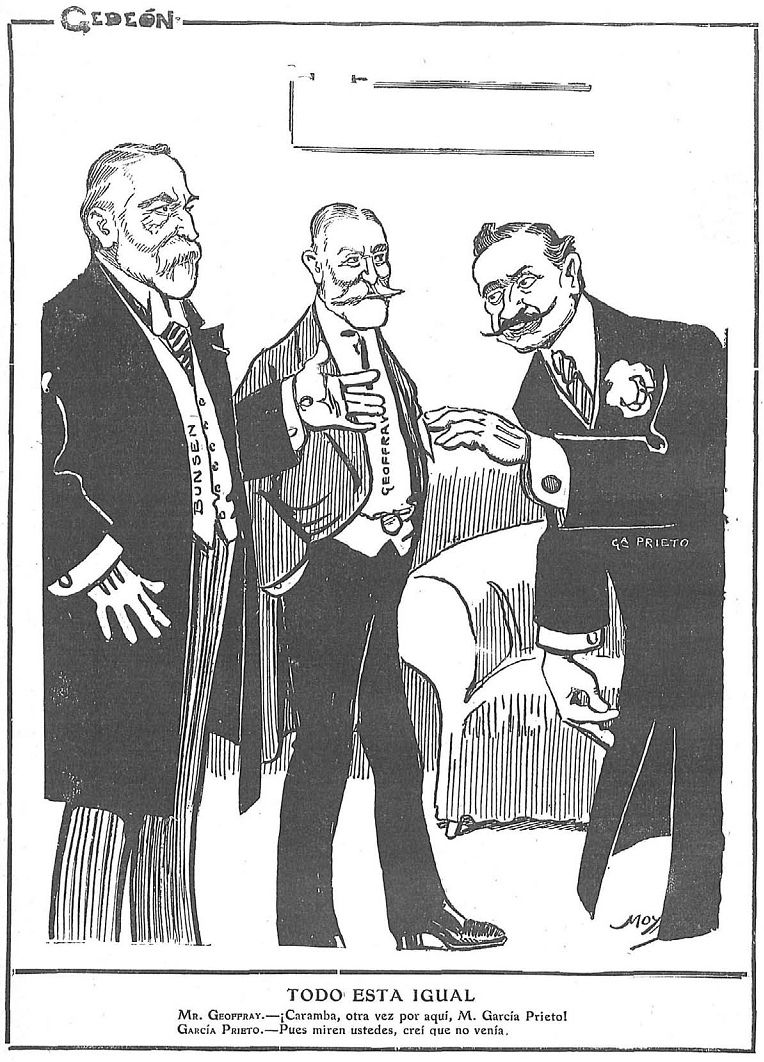
Todo está igual. Caricaturizado junto al embajador británico Maurice de Bunsen y a Manuel García Prieto por Moya en Gedeón (1912).

Nació el 1 de octubre de 1852. Sus inicios en la carrera diplomática se produjeron en la legación diplomática francesa en Constantinopla, en 1877. Fue propuesto en julio de 1910 por el ministro de Asuntos Extranjeros Stéphen Pichon para el cargo de embajador en España. El 27 de noviembre de 1912, fue el firmante francés del convenio (la contraparte española fue el ministro de Estado Manuel García Prieto) por el cual España accedió a los términos del Tratado de Fez. Fue relevado de sus funciones el 9 de octubre de 1917.
Falleció el 25 de diciembre de 1927.